# Dendermonde

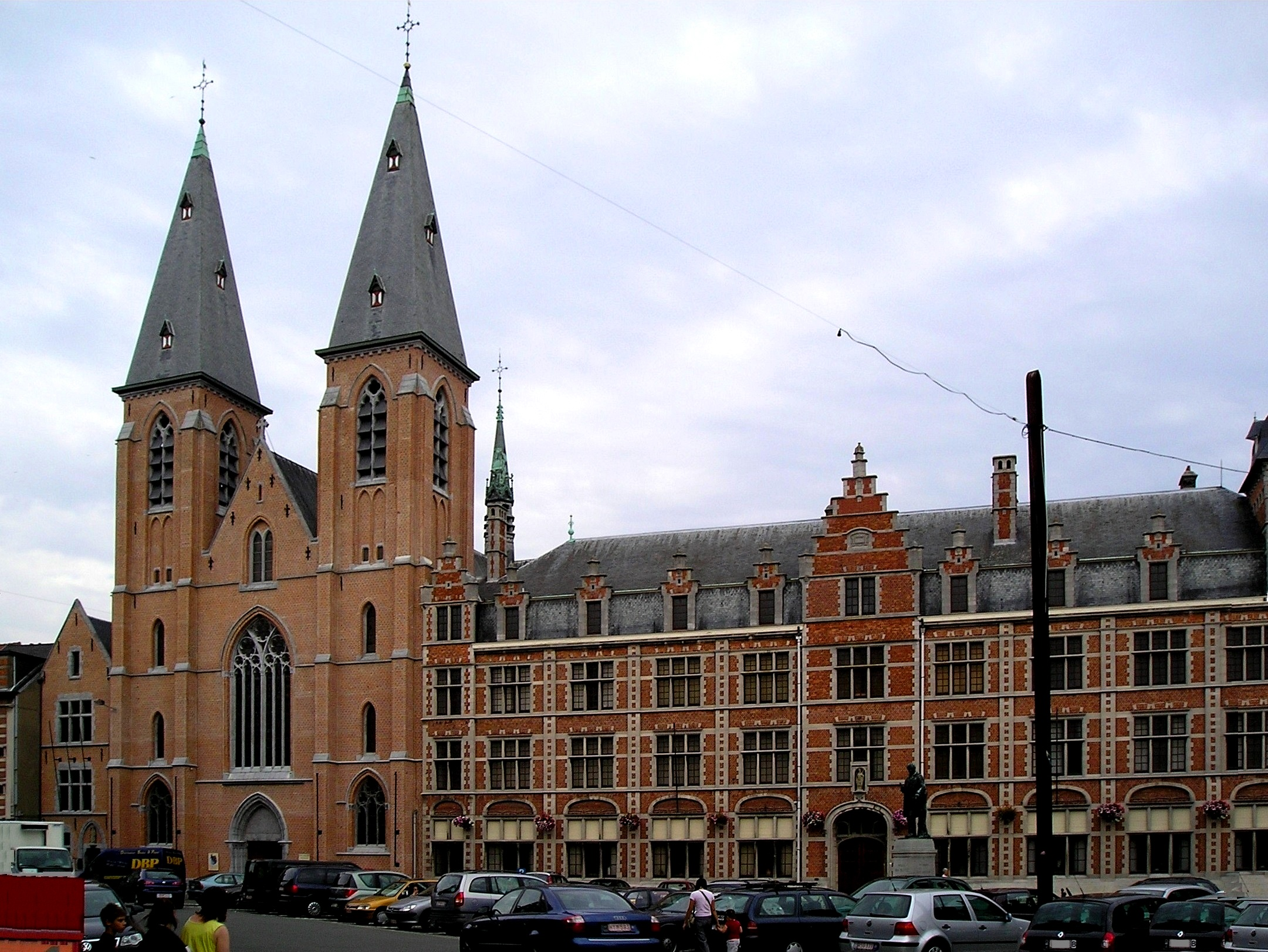
Kościół św. Piotra i Pawła (Sint-Pieter en Paulus) w Dendermonde

Dendermonde (fr. Termonde) – miasto w Belgii, w Regionie Flamandzkim, w prowincji Flandria Wschodnia, w okręgu Dendermonde. Miasto leży nad rzeką Dender, dopływem Skaldy.

## Podział administracyjny
W skład miasta wchodzi siedem dzielnic (deelgemeente):
- Appels
- Baasrode (Baesrode)
- Grembergen
- Mespelare
- Oudegem (Audeghem)
- Schoonaarde
- Sint-Gillis-bij-Dendermonde (Saint-Gilles-lez-Termonde)

## Historia

### do XV wieku
Kilka interesujących artefaktów kultury lateńskiej odnalezionych w Appels jest dowodem, iż w region Sklady był zamieszkany w czasach prehistorycznych. Cmentarzysko z II i VI wieku poświadczają gęste zaludnienie w czasach rzymskich i merowińskich. W 843 roku traktat w Verdun umiejscawia Dendermonde w Lotaryngii. Jednakże po inwazji normańskiej w 883 roku Baldwin II przejął region i włączył go do niemieckiej części nowo powstałego Hrabstwa Flandrii. 
Otton II w X wieku wzniósł tu fort, zachęcając tym samym do osadnictwa. Dendermonde otrzymało prawa miejskie w 1233 roku, co rozpoczęło okres szybkiego wzrostu, głównie dzięki kwitnącemu sukiennictwu. W tym samym czasie wybudowano kilka klasztorów, kaplic i kościołów oraz wzniesiono mury obronne. W połowie XIV wieku na rynku wybudowano sukiennice i beffroi. Dostatek miasta był przyczyną rywalizacji z takimi miastami jak Gandawa i czasem powodował ataki sąsiadów. W 1384 roku cały region stał się częścią Księstwa Burgundii.

### od XVI wieku
Wiek XVI był świadkiem upadku Dendermonde. W roku 1572 hiszpańskie wojska pod przywództwem Alexandra Farnese, księcia Parmy zajęły miasto i zniszczyły je. Dekadę później Hiszpanie zbudowali swoją własną fortecę pomiędzy rzekami Dender i Skaldą. W 1667 miasto przejęli Francuzi, ale to sprzymierzone wojska Niderlandów i Anglii dowodzone przez Johna Churchilla, księcia Marlborough, spowodowały największe zniszczenia w roku 1706. Następnie zostało ufortyfikowane przez Austriaków. Po ostatnim oblężeniu przez Ludwika XV miasto mogło odetchnąć i kilka dziesięcioleci później fortyfikacje zostały rozebrane.
Druga połowa XVIII wieku to okres dobrobytu i początek rewolucji przemysłowej. Po roku 1800 zmodernizowano port i zbudowano pierwszą linię kolejową, dzięki której w mieście mogły pojawić się nowe zakłady. Początek I wojny światowej we wrześniu 1914 był dla miasta katastrofalny - więcej niż połowa budynków i archiwów została zbombardowana lub spalona. Dziś miasto jest centrum administracyjnym, handlowym i medycznym dla otaczającego go regionu.
19 sierpnia 2006 r. 28 więźniom udało się uciec z więzienia w Dendermonde. Siedmiu z nich złapano w ciągu kilku godzin. Innych odnaleziono we Włoszech i Rosji. Kilku z nich ciągle znajduje się na wolności. 23 stycznia 2009 młody mężczyzna zidentyfikowany jako Kim de Gelder wtargnął do żłobka i zaatakował znajdujące się tam dzieci i opiekunki.

## Zabytki i atrakcje turystyczne
- Dendermonde jest znane z procesji przedstawiającej bohaterskiego konia Ros Beiaarda. Legenda głosi, iż koń ów uratował swojego mistrza i jego trzech braci przed złapaniem przez Karola Wielkiego
- beginaż wpisany na listę światowego dziedzictwa UNESCO w 1998 roku
- ratusz i beffroi wpisane na listę światowego dziedzictwa UNESCO w roku 1999. W beffroi mieści się carillon
- opactwo benedyktyńskie znajdujące się w centrum miasta
- kościół pw. św. Idziego (Sint-Gillis), z pierwotnego kościoła z XIII/XIV w. pozostała do dzisiaj tylko dolna części wieży, obecna elewacja frontowa została wybudowana w latach 1779-1780.

## Osoby

### urodzone w Dendermonde
- Frans Courtens, malarz, (1854-1943)
- Alwin de Prins, pływak (ur. 1978)
- Pierre-Jean De Smet, misjonarz (1801-1873)
- Geert De Vlieger, piłkarz, członek reprezentacji Belgii (ur. 1971)
- Jan De Vos, burmistrz Antwerpii (1844-1923)
- Emmanuel Hiel, poeta i pisarz (1834-1899)
- Caroline Maes, tenisistka (ur. 1982)
- Ivo Van Damme, biegacz na średnie dystanse (1954-1976)
- Guy Verhofstadt, premier Belgii, (ur. 1953)
- Dirk Verhofstadt, teoretyk i działacz belgijskiego ruchu liberalnego

### związane z miastem
- Fernand Khnopff, malarz (1858-1921)
- Johannes Ockeghem, kompozytor (ok. 1410-1497)
- Pat van den Hauwe, piłkarz, członek reprezentacji Walii, były mąż Mandy Smith (ur. 1960)